# 清冷浦信号场
清冷浦信号场是位于韩国江原道寧越郡寧越邑的一座号志站，属于太白线。

## 历史
- 1978年1月1日 - 落成使用。

## 邻近车站
韩国铁道公社
太白線
淵堂站 - 清冷浦信号场 - 宁越站